# Вук Лазаревич
Вук Лазаревич (на сръбски: Вук Лазаревић) е сръбски принц, син на Лазар Хребелянович. Роден е около 1380 г. (известно е, че неговият по-голям брат Стефан Лазаревич е роден ок. 1377 г.)
След Косовската битка през 1389 г., в която загива баща му, Вук Лазаревич участва заедно с брат си Стефан, с майка си и с вдовицата на Иван Углеша във властта. В битката при Ангора в 1402 г. воюва на страната на османците срещу войските на Тамерлан в качеството си на васал на Баязид I.
Скоро след тази битка през същата 1402 г. Вук и Стефан Лазаревичи влизат в конфликт за Косовското и Моравското наследство и синът на Баязид I, Сюлейман Челеби, взема страната на Вук като изпраща в негова подкрепа военни части .
В началото на 1409 г. Сюлейман отново изпраща значителни сили в подкрепа на Вук Лазаревич в подновения му конфликт срещу Стефан Лазаревич. В резултат на това Поморавието е разделено на две части – на север управлява Стефан, а на юг Вук заедно с Георги Бранкович, като всички те остават васали на Сюлейман Челеби .
В битката при Космидион близо до Константинопол на 15 юни 1410 г., състояла се между баязидовите синове Муса и Сюлейман Челеби, двамата братя Лазаревичи воюват на страната на Муса, от когото и двамата са получили обещания - съответно Стефан да си вземе обратно земите от брат си Вук, а Вук - да му бъдат запазени владенията. Разбирайки двуличността на Муса, Вук тайно сключва споразумение със Сюлейман. В крайна сметка в битката при Космидион победител е Сюлейман и той изпраща Вук Лазаревич за Сърбия, където в отсъствието на Стефан Лазаревич (останал верен на сразения Муса) да поеме властта. Вук Лазаревич обаче бил заловен от хора на Муса при Пловдив и въпреки че молил за прошка, по заповед на Муса на 4 юли 1410 г. бил обезглавен за измяната си.